# Человек-зебра
Человек-Зебра (англ. Zebra-Man) — псевдоним, используемый двумя суперзлодеями вселенной DC Comics. Оба являются врагами Бэтмена.

## Биография

### Джейк Бейкер
Учёный Джейк Бейкер, случайно попавший под облучение высокотехнологичной машины, стал первым Человеком-Зеброй. В результате облучения, он получил способность притягивать и отталкивать любую материю, кроме металла (диамагнетизм). Его тело покрылось черными и белыми полосами и приобрело светящуюся ауру. Для управления своей сверхсилой Джейк Бейкер сконструировал специальный ингибиторный пояс. Он совершил ряд безнаказанных преступлений, пока наконец не столкнулся с Бэтменом и Робином.
В первом же бою, Бэтмен случайно подвергся такому же облучению. Так как без ингибиторного пояса, Бэтмен не мог контролировать свой диамагнетизм, он приказал Робину продолжать преследование в одиночку. Вскоре Бэтмен нашел способ воспользоваться диамагнетическими свойствами. Сделав своё поле полярным полю Человека-Зебры, он притянул его прямо в департамент полиции Готэм-сити.

### Второй Человек-зебра
Когда суперзлодей Кобра создавал команду Strikeforce Kobra, он преобразовал одного из рядовых злодеев, превратив его во второго Человека-Зебру. Единственное отличие от оригинала заключалось в отсутствии светящейся ауры.

## Силы и способности
Обе версии суперзлодея обладают диамагнетическими способностями, которые позволяют им притягивать и отталкивать любую материю, кроме металла. Оба используют ингибиторные пояса для контроля над своими способностями.